# Chrysophlegma
Chrysophlegma es un género de aves piciformes perteneciente a la familia Picidae. Todas sus especies viven en la región indomalaya y anteriormente se clasificaban en el género Picus.

## Especies
Generalizadamente se reconocen tres especies en el género:
- Chrysophlegma miniaceum - pito miniado.
- Chrysophlegma mentale - pito gargantilla.
  - Chrysophlegma (mentale) humii, algunos consideran a esta subespecie del pito gargantilla una especie separada.[4]
- Chrysophlegma flavinucha - pito nuquigualdo.